# Mastaba di Ti
La Mastaba di Ti è il monumento funerario di Ti, alto funzionario che operò durante la V dinastia egizia, fra la fine del XXV secolo a.C. e l'inizio del XXIV.

## Ti e le sue funzioni
Ti (o Ty o anche Tjey) fu un importante dignitario che prestò la sua opera sotto quattro faraoni, Neferirkara Kakai, Shepseskara, Neferefra e Niuserra. Pur non essendo di nobili origini sposò la principessa Neferhetepes che era profetessa di Neith e di Hator, Signora del Sicomoro; grazie ai propri meriti, Ti diventò presto ricco e potente. Egli occupò inizialmente la funzione di Direttore dei parrucchieri della Casa reale e come tale aveva il privilegio di avvicinarsi e toccare il sovrano; essendo l'incarico di grande fiducia Ti fu perciò nominato "amico unico del Re" Neferirkara Kaki. In seguito, grazie alla sua autorevolezza, divenne Maestro di Palazzo, architetto dei faraoni fino a Niuserra e sacerdote di Ptah. Ti ebbe anche altre mansioni, non ultima quella di amministratore dei possedimenti funerari dei faraoni. La sua mastaba, la cui realizzazione sarebbe stata troppo costosa per un privato cittadino, fu probabilmente un dono del re a uno dei suoi funzionari di maggior valore.

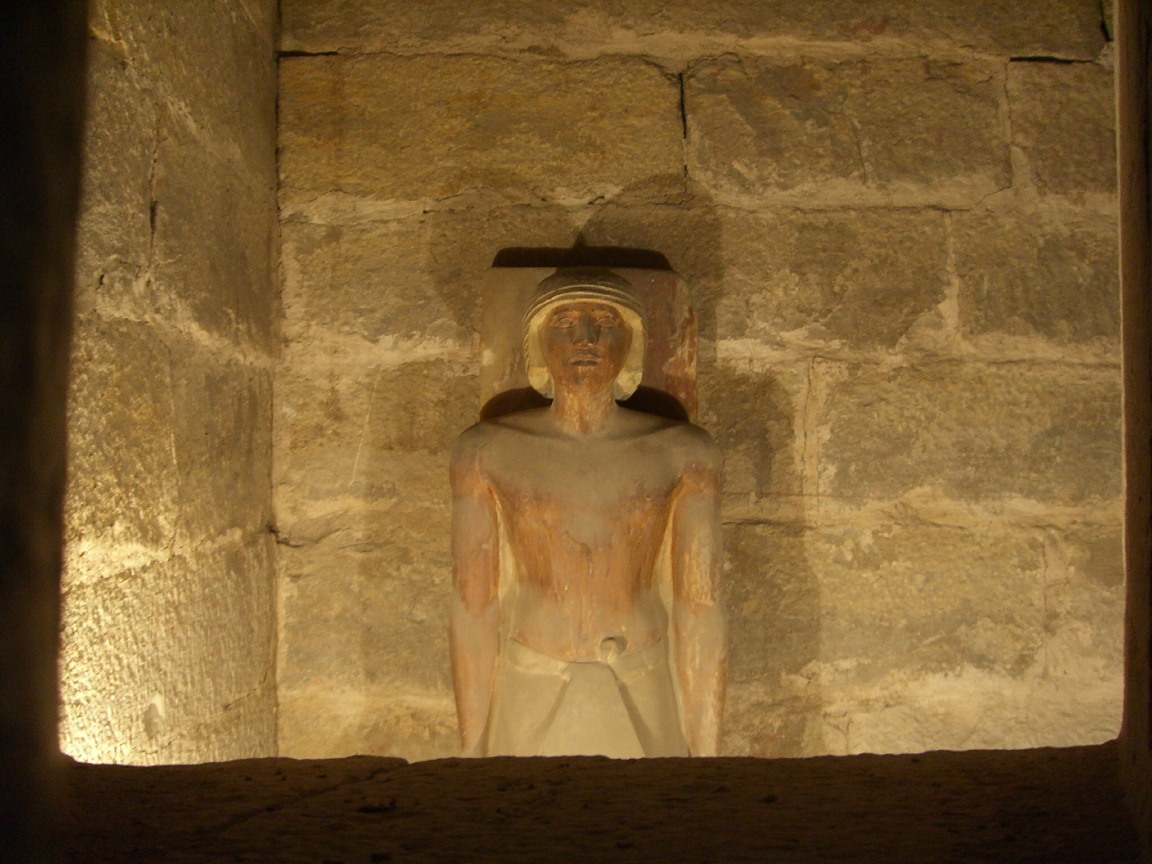
Statua di Ti nel serdab della mastaba

## La mastaba
La mastaba di Ti, scoperta da Auguste Mariette nel 1860 e da lui catalogata come D22, è situata a Saqqara a poche centinaia di metri dalla piramide di Djoser e non lontano dal serapeo.
Questo monumento, tra i meglio conservati di tutto il sito, è considerato uno dei vertici dell'arte funeraria dell'Antico Regno. La grandezza della tomba, circa 34 metri per 42, e la sua struttura architettonica, la ricchezza delle decorazioni e dei rilievi, dimostrano che Ti era stato un funzionario di alto livello. Quella di Ti è una tomba di famiglia, oltre a lui vi sono infatti sepolti la moglie Neferhetepes e il figlio maggiore, Demeg, anch'egli funzionario.
La mastaba comprendeva un portico di notevole grandezza, due sale con colonne, due corridoi, un vano destinato a magazzino e la cappella funeraria.

Alla mastaba, ora ricoperta in gran parte dalla sabbia, si accede da un vestibolo con due pilastri dove, al di sopra della porta, vi è raffigurato Ti che chiede a colui che entra di non profanare la sua tomba. Si passa poi a un cortile con numerosi pilastri; i muri sono decorati con scene di vita quotidiana con Ti che assiste ai lavori agricoli o che partecipa a battute di caccia e pesca; vi è anche raffigurato l'allestimento dei funerali dove Ti è trasportato su di un palanchino accompagnato dal suo cane. Al centro del cortile è presente una rampa di scale che permette l'accesso alla camera sepolcrale, situata sotto la cappella; questa è un locale privo di decorazioni che custodisce un grande sarcofago. Sempre nel cortile si apre il primo serdab dove è presente una copia della statua di Ti, il cui originale è al Museo egizio del Cairo.

Un primo corridoio presenta pareti riccamente decorate con rilievi di ambientazione familiare e scene di musica e danza; sul secondo corridoio, più breve, si apre il magazzino dove sono raffigurati vasai, fornai, birrai e scribi che segnano le forniture del grano.

Il secondo corridoio porta alla cappella sulle cui pareti sono raffigurate tutte le cose necessarie al defunto per un buon proseguimento della vita futura; vi sono scene agricole del raccolto, il taglio delle messi, il lavoro degli artigiani, la pesca nelle paludi del delta del Nilo, l'allevamento del bestiame, uomini che raccolgono il papiro e altri che costruiscono barche. Da questi rilievi, dove non c'è aspetto della vita quotidiana che non sia rappresentato, si sono potute trarre interessanti informazioni su come vivessero e lavorassero gli uomini dell'Antico Regno. La cappella comunica in fondo, tramite tre aperture, con il secondo serdab.
Se le decorazioni della prima parte della mastaba, in particolare del cortile, sono giunte a noi in non perfette condizioni, il resto dei rilievi e delle raffigurazioni rivelano, intatte, una grande raffinatezza e purezza del disegno, notevole equilibrio nella composizione e un fine realismo del modellato.